# Ctenolimnophila brevitarsis
Ctenolimnophila brevitarsis là một loài ruồi trong họ Limoniidae. Chúng phân bố ở miền Australasia.